# 4635 Рембо
4635 Рембо (4635 Rimbaud) — астероїд головного поясу, відкритий 21 січня 1988 року.
Тіссеранів параметр щодо Юпітера — 3,463.
Названо на честь французького поета Артюр Рембо (фр. Jean Nicolas Arthur Rimbaud) — (1854—1891)